# Conquesta de Ceuta (1415)
La Conquesta o Setge de Ceuta, en l'actualitat espanyola, és l'expressió que es fa servir per referir-se a l'ocupació portuguesa de la ciutat islàmica del nord d'Àfrica l'any 1415 sota l'autoritat del rei portuguès Joan I, però feta pel seu fill, l'Infant D. Enric.

## Antecedents
El tractat de Barcelona del 3 de maig de 1309 va ser una aliança militar signada entre el rei d'Aragó Jaume II i Abu-r-Rabí Sulayman ibn Yússuf, el sobirà de la dinastia marínida mitjançant la qual el segon contractava els serveis d'una flota i exèrcit de mercenaris cristians aragonesos per a la conquesta de Ceuta, en poder de Nasr ibn Muhammad, l'emir de Gharnata. Un cop presa la plaça fou lliurada als benimerins, que canviaren de bàndol i decidiren auxiliar el granadins.
L'imperi marínida es va dividir en dos en 1374, quan el regne de Fes, que ocupava el nord del Marroc i Algèria, es va separar del regne de Marrakesh.
La ciutat es presentava com un punt estratègic per començar les exploracions que van tenir diferents motius. Podria evocar-se, primerament, la perícia marítima portuguesa pel seu contacte amb Itàlia al llarg de l'Edat Mitjana. També la reconstrucció difícil després de les guerres lliurades contra Castella per la seva independència. Portugal tenia en aquella època força costa marítima i el comerç amb orient va acabar per bloquejar-se arran de l'aïllament de Constantinoble després de l'Interregne otomà. Evitant doncs les costes musulmanes, els portuguesos van mirar de trobar una altra alternativa que els apropés a la Xina.

## Batalla
El matí del 21 d'agost de 1415, Joan I de Portugal amb els seus fills i les seves forces concentrades va fer un assalt sorpresa a Ceuta, en la qual els 45.000 homes que viatjaven a bord de 200 vaixells portuguesos van atrapar els defensors amb la guàrdia baixa, i al vespre la ciutat ja havia estat capturada.

## Conseqüències
El fill del rei fou compensat amb el ducat de Viseu per la seva victòria.
El 1419, el governador Pedro de Meneses va fer front al setge de la ciutat, assetjada per les forces d'Abu-Saïd Uthman ibn Àhmad del Regne de Fes i Muhàmmad VIII el Petit de l'Emirat de Granada abans que arribés la flota de socors de Enric el Navegant i seu germà Joan.
En 1437, Eduard I de Portugal fou convençut pels seus germans Enric i Ferran per llançar un atac contra el sultanat marínida del Marroc. El resultant atac a Tànger, dirigit per Enric, fou un desastre. En el tractat resultant, Enric es va comprometre a lliurar Ceuta de nou als marínides a canvi de permetre l'exèrcit portuguès sortir sense ser molestats.